# Speßhart
Speßhart ist ein abgegangener Weiler auf der Gemarkung von Bad Rappenau.
Gemäß aufgefundener römischer Alltagskeramik und eines römischen Kalendersteins war das nordwestlich Rappenau gelegene Gewann Spessart bereits zur Zeit der Römer zwischen 170 und 260 n. Chr. besiedelt. Günstig für die Besiedelung ist eine dort entspringende Quelle. Die mittelalterliche Besiedlung setzte den aufgefundenen Keramikresten nach zu schließen wohl im 8. oder 9. Jahrhundert ein.
Bis zum hohen Mittelalter entwickelte sich Speßhart zu einem Hofgut mit eigener Ortsmarkung. Das Hofgut stand im Eigentum des Hochstifts Worms. Im Zuge der Siedlungskonzentration im späten Mittelalter wurde das Hofgut 1442/47 auf Rentenbasis durch die Gemeinde Rappenau von den Pfründnern des St.-Leonhard-Altars in der Wimpfener Liebfrauenkirche (Heinrich von Schemtz, Nicolaus Ramel, Jost Wacher und Lud[wig] Volprecht) erworben und zur Allmende umgewandelt. Die Gemarkung des Ortes wurde aufgehoben und der Rappenauer Gemarkung zugeschlagen. Über den Besitzübergang berichtet der erhaltene Speßhartbrief von 1442/47. Aus einem Brief Reinhards „des Gelehrten“ von Gemmingen an Herzog Friedrich von Württemberg aus dem Jahr 1593 ist ersichtlich, dass die Bebauung in Speßhart zu jener Zeit bereits abgegangen war.
Der Ort wird in der Literatur gelegentlich auch Speceshart oder Speteshart genannt, wobei hier wohl eine Verwechslung des Heimatforschers Reinhold Bührlen vorliegt, der irrtümlich den Besitz der Freiherren von Gemmingen im Dorf Spessart bei Ettlingen mit ihrem Besitz in Rappenau verwechselt hat.